# Francisco Coelho (halterofilista)
Francisco Jorge dos Santos Coelho (16 de janeiro de 1962) é um ex-halterofilista de Portugal.
Francisco Coelho participou do Campeonato Mundial Júnior (até 20 anos) de 1982, realizado em São Paulo, na categoria até 90 kg, e conquistou as primeiras medalhas de Portugal nessa competição — o bronze no arremesso (175 kg) e no total combinado (315 kg).
Nos Campeonatos Mundiais adultos, sem limitação de idade, Francisco não obteve resultado, pois não conseguiu concluir a prova em 1982, 1983 e 1985.
Francisco competiu nos Jogos Olímpicos de  1984, que também contaram como Campeonato Mundial de Halterofilismo, e terminou na 13ª posição, com um total combinado de 340 kg (150 kg no arranque e 190 kg no arremesso), na categoria até 90 kg.
QUADRO DE RESULTADOS
| Ano  | Competição                             | Classe de peso | Marca (kg)    | Pos. | Ref.        |
| ---- | -------------------------------------- | -------------- | ------------- | ---- | ----------- |
| 1982 | Campeonato Mundial Júnior em São Paulo | –90 kg         | 315 (140+175) | 3    | [ 2 ] [ 4 ] |
| 1982 | Campeonato Europeu em Liubliana        | –90 kg         | Sem marca     | ---  | [ 5 ]       |
| 1982 | Campeonato Mundial em Liubliana        | –90 kg         | Sem marca     | ---  | [ 6 ]       |
| 1983 | Campeonato Europeu em Moscou           | –100 kg        | Sem marca     | ---  | [ 7 ]       |
| 1983 | Campeonato Mundial em Moscou           | –100 kg        | Sem marca     | ---  | [ 6 ]       |
| 1984 | Campeonato Europeu em Vitoria-Gasteiz  | –90 kg         | 340 (155+185) | 12.  | [ 8 ]       |
| 1984 | Jogos Olímpicos em Los Angeles         | –90 kg         | 340 (150+190) | 13.  | [ 9 ] [ 1 ] |
| 1984 | Campeonato Mundial em Los Angeles      | –90 kg         | 340 (150+190) | 13.  | [ 6 ]       |
| 1985 | Campeonato Mundial em Södertälje       | –90 kg         | Sem marca     | ---  | [ 6 ]       |

O Campeonato Mundial de 1984 foi organizado conjuntamente com os Jogos Olímpicos;
os Campeonatos Mundiais e os Europeus de 1982 e de 1983 foram realizados em um único evento.